# Фишер, Курт (политик)
Курт Фи́шер (нем. Kurt Fischer; 1 июля 1900, Галле, Пруссия — 22 июня 1950, Бад-Кольберг) — немецкий политик, член КПГ, КПСС и СЕПГ.

## Биография
Родом из рабочей семьи, Курт Фишер до 1915 года посещал народную школу в родном городе. С 1918 года учился на подготовительных курсанх в Унруштадте, затем до 1921 года обучался на учительских курсах в Эйслебене и Мерзебурге.
В 1917 году Фишер вступил в «Союз Спартака», в 1919 году — в Коммунистическую партию Германии. Участвовал в вооружённом восстании в Лойне, после его поражения в 1921 году бежал в Советскую Россию, где работал учителем немецкого языка. В 1923 году вернулся в Германию и работал редактором нескольких коммунистических изданий в Эссене, Касселе и Галле, был назначен секретарём парторганизации в Мекленбурге. В 1924 году Фишер вновь направился в СССР, вступил в ряды КПСС. До 1928 года работал в Коммунистическом интернационале, затем учился в Военной академии имени М. В. Фрунзе.
До начала Второй мировой войны Фишер занимался разведывательной деятельностью по заданию ГРУ в Китае, Японии и Европе. Некоторое время служил военным советником у Мао Цзэдуна. В 1934 году Фишер был арестован в Вене и был освобождён через девять месяцев. В 1939—1941 годах Фишер служил в Красной армии и Народном комиссариате внутренних дел, затем преподавателем в Казанском государственном университете. С 1943 года Фишер работал агитатором в лагерях немецких военнопленных по заданию Национального комитета «Свободная Германия». Заведовал отделом военных сводок на радиостанции «Свободная Германия». Вошёл в региональную группу Аккермана.
Непосредственно после окончания Второй мировой войны Фишер был направлен на работу в составе инициативной группы КПГ в Советской зоне оккупации. В Саксонии Фишер в мае 1945 года был назначен заместителем обер-бургомистра Дрездена Рудольфа Фридрихса. В июле 1945 года назначен министром внутренних дел Саксонии и заместителем Фридрихса на посту председателя правительства Саксонии. Конфликты, сопровождавшие совместную работу политиков, породили слухи о неслучайной ранней смерти Фридрихса.
После объединения СДПГ и КПГ в СЕПГ в 1946 году Фишер вошёл в состав правления партии в земле Саксония, избирался депутатом саксонского ландтага. В 1946 году удостоился звания почётного доктора Дрезденского технического университета. 12 октября 1949 года Фишер был назначен главой Немецкой народной полиции. С 1949 года состоял депутатом Временной Народной палаты ГДР.
Курт Фишер умер, находясь на лечении в санатории министерства внутренних дел ГДР в Бад-Кольберге. Похоронен на Центральном кладбище Фридрихсфельде.

## Награды
- орден Красного Знамени (06.10.1969, посмертно)[1]